# Ostrožská Lhota
Ostrožská Lhota település Csehországban, a Uherské Hradiště-i járásban. Ostrožská Lhota Uherský Ostroh, Ostrožská Nová Ves, Hluk és Blatnice pod Svatým Antonínkem településekkel határos. Lakosainak száma 1491 fő (2024. január 1.).

## Népesség
A település lakosságának változását az alábbi diagram mutatja:
| Lakosok száma | 921  | 1192 | 1481 | 1515 | 1741 | 1635 | 1491 | 1481 | 1457 | 1491 |
|               | 1869 | 1890 | 1921 | 1950 | 1980 | 2001 | 2017 | 2019 | 2022 | 2024 |